# Mowbray Mountain
Mowbray Mountain es un lugar designado por el censo ubicado en el condado de Hamilton en el estado estadounidense de Tennessee. En el Censo de 2010 tenía una población de 1.615 habitantes y una densidad poblacional de 30,82 personas por km².

## Geografía
Mowbray Mountain se encuentra ubicado en las coordenadas 35°16′31″N 85°13′21″O / 35.27528, -85.22250. Según la Oficina del Censo de los Estados Unidos, Mowbray Mountain tiene una superficie total de 52.41 km², de la cual 52.41 km² corresponden a tierra firme y (0%) 0 km² es agua.

## Demografía
Según el censo de 2010, había 1.615 personas residiendo en Mowbray Mountain. La densidad de población era de 30,82 hab./km². De los 1.615 habitantes, Mowbray Mountain estaba compuesto por el 99.44% blancos, el 0% eran afroamericanos, el 0.25% eran amerindios, el 0.06% eran asiáticos, el 0% eran isleños del Pacífico, el 0% eran de otras razas y el 0.25% pertenecían a dos o más razas. Del total de la población el 0.56% eran hispanos o latinos de cualquier raza.